# Per-Arne Berglund

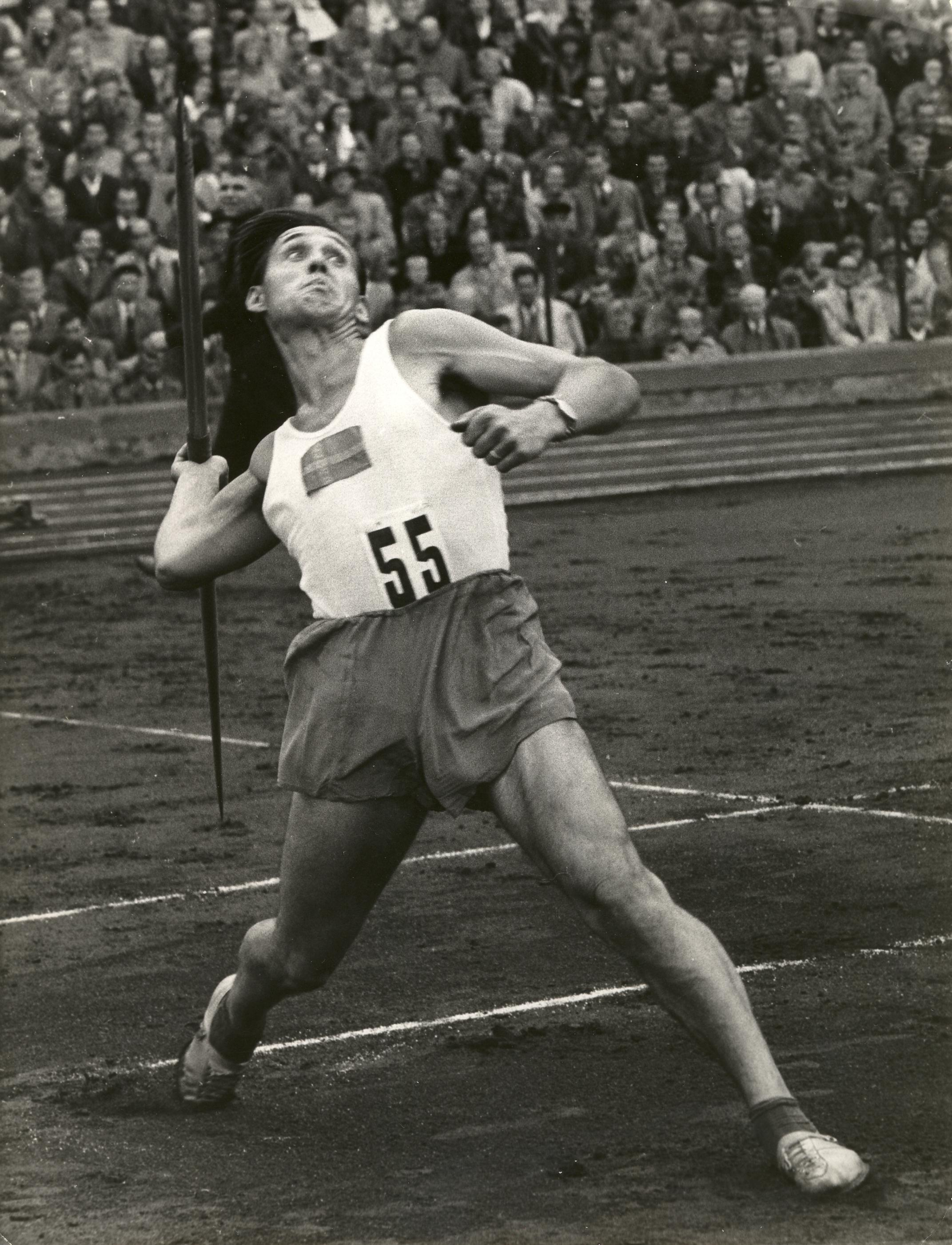
Per-Arne Berglund, ca. 1950

Per-Arne Berglund (* 20. Januar 1927 in Örebro; † 6. Januar 2002 ebd.) war ein schwedischer Speerwerfer.
Bei den Olympischen Spielen 1948 in London wurde er Zehnter, bei den Leichtathletik-Europameisterschaften 1950 in Brüssel gewann er Silber, und bei den Olympischen Spielen 1952 in Helsinki kam er erneut auf den zehnten Platz.
Sechsmal wurde er Schwedischer Meister (1950–1952, 1955–1957). Seine persönliche Bestleistung von 75,25 m stellte er am 17. September 1951 in Tampere auf.